# Loka Sari
Loka Sari is een bestuurslaag in het regentschap Karangasem van de provincie Bali, Indonesië. Loka Sari telt 2105 inwoners (volkstelling 2010).